# Bryce Harper
Bryce Aron Max Harper (Las Vegas, 16 ottobre 1992) è un giocatore di baseball statunitense, esterno destro e battitore designato per i Philadelphia Phillies nella Major League Baseball (MLB).

## Minor League
Harper era considerato al pari di LeBron James e Andrew Luck come "uno degli sportivi amatoriali più pubblicizzati della storia recente dello sport". Fu scelto come prima scelta assoluta del draft amatoriale della MLB del 2010 dai Washington Nationals. Il 16 agosto 2010 firmò un contratto di 5 anni per un totale di 9,9 milioni di dollari, inclusi 6,25 milioni di bonus alla firma. Nello stesso anno giocò in due squadre finendo con .297 alla battuta, 58 RBI e 63 punti in 109 partite. Nel 2012 giocò con i Syracuse Chiefs (AAA) finendo con .243 alla battuta, 3 RBI e 8 punti in 21 partite.
Nel 2013 giocò con due squadre finendo con .364 alla battuta, 3 RBI e 5 punti in 4 partite.

## Major League

### Washington Nationals
Debuttò nella MLB il 28 aprile 2012, al Dodger Stadium di Los Angeles contro i Los Angeles Dodgers, diventando il più giovane giocatore militante nelle Major a 7.134 giorni d'età. Nella sua prima stagione divenne il più giovane giocatore di posizione (e il terzo più giovane di sempre dietro Dwight Gooden e Bob Feller) a venire convocato per l'All-Star Game. Inoltre fu premiato come rookie dell'anno della National League. In gara 5 delle National League Division Series contro i St. Louis Cardinals batté il suo primo fuoricampo nei playoff.

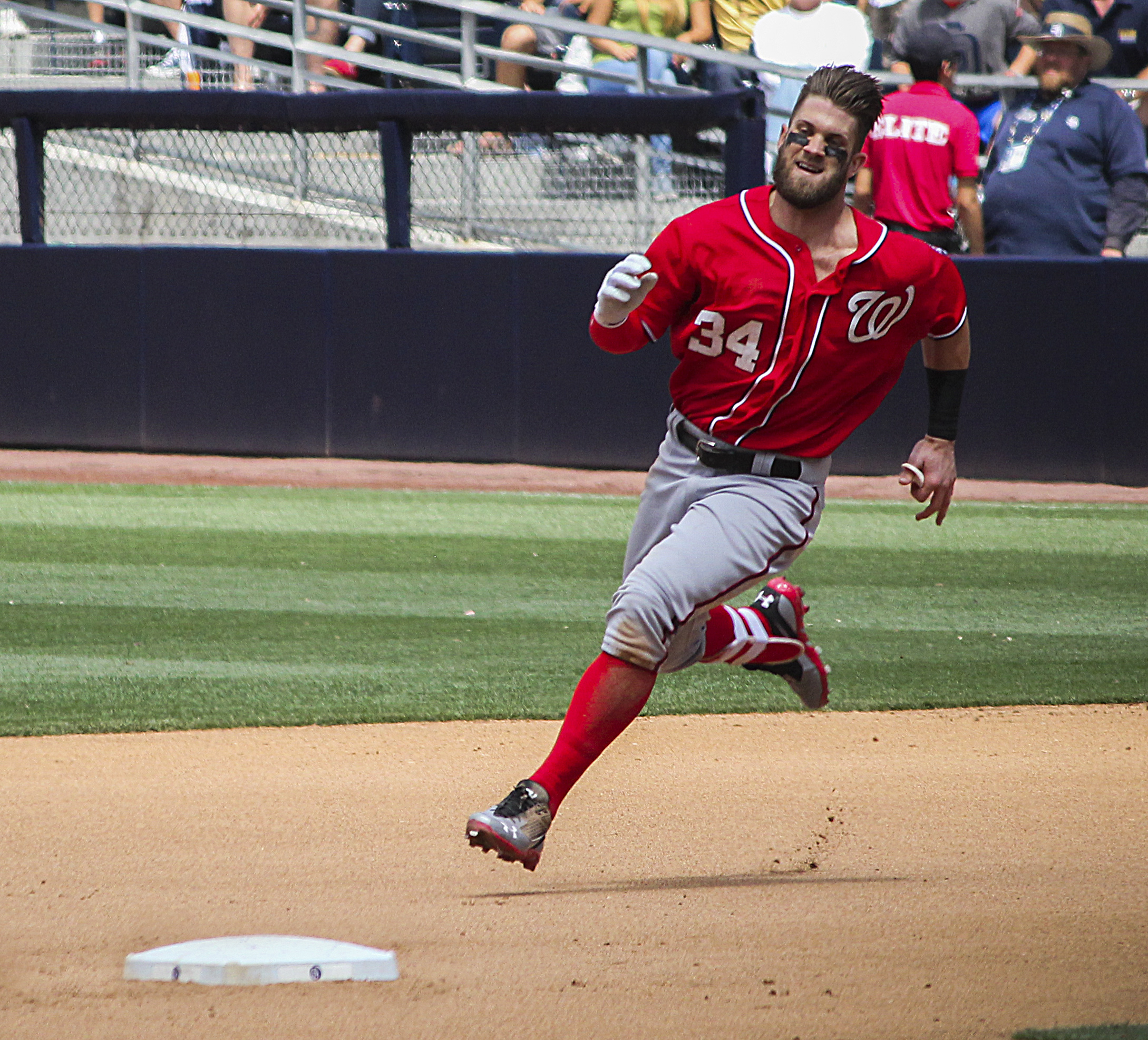
Harper mentre corre tra le basi nel 2015

Harper batté due home run nella gara di debutto della stagione 2013 contro i Miami Marlins, diventando il più giovane giocatore a riuscirvi nella prima gara della stagione. In estate, fu convocato come titolare per il suo secondo All-Star Game. Nel 2014 un infortunio a un legamento gli permise di giocare solamente cento partite.
Il 18 aprile 2015, Harper batté il più lungo home run della sua carriera, 137 metri, contro i Philadelphia Phillies. Il 6 maggio batté 3 home run per la prima volta in carriera nella vittoria sui Marlins, diventando il più giovane giocatore a riuscirvi da Joe Lahoud nel 1969 . Harper in seguito fu premiato come giocatore del mese per la prima volta in carriera. La sua stagione si chiuse guidando la MLB in WAR e alla pari la NL in home run con 42, venendo convocato per il terzo All-Star Game. Il 19 novembre fu premiato unanimemente come MVP della National League. All'età di 22 anni divenne il quarto più giovane giocatore storia, il più giovane a vincere con decisione unanime e il primo assoluto nella storia della franchigia dei Nationals/Montreal Expos ad ottenere tale riconoscimento.
Il 14 aprile 2016, Harper batté il primo grande slam in carriera, in quello che fu anche il suo 100º fuoricampo nella gara contro gli Atlanta Braves. In 147 gare disputate nel 2016 batté con .243, con 24 home run e 86 RBI, guidando la MLB in basi su ball che gli vennero concesse intenzionalmente, 20. I Nationals conclusero con bilancio di 95-67 vincendo la NL East division, ma vennero superati dai Los Angeles Dodgers nelle NL Division Series.
Il 3 aprile 2017, Harper contro i Miami Marlins batté il suo quinto fuoricampo in un giorno di apertura, il massimo per un giocatore al di sotto dei 25 anni. Stabilì un record MLB per punti segnati nel mese di aprile con 32, superando il precedente primato di 29 di Larry Walker stabilito nel 1997. Il 13 maggio prolungò il suo contratto con i Nationals di un anno con uno stipendio di 21,625 milioni di dollari. Tre giorni dopo batté un fuoricampo al PNC Park, riuscendo così ad averne battuto uno in tutti i 15 stadi della National League. Il 29 maggio, in una gara contro i San Francisco Giants, Harper fu colpito da un lancio di Hunter Strickland, contro cui si scagliò in una rissa, dopo la quale entrambi i giocatori furono espulsi. Il giorno successivo, Harper fu squalificato per quattro partite, sanzione poi ridotta a tre gare in seguito all'appello. Il 2 luglio 2017, Harper fu convocato per il quinto All-Star Game della carriera, risultando il giocatore ad avere ottenuto più voti.
Il 2 marzo 2019, Harper ha firmato un contratto di tredici anni del valore di 330 milioni con i Philadelphia Phillies, includendo una clausola in cui il giocatore può rifiutare qualsiasi trasferimento. È diventato il giocatore (oltre che il free agent) con il contratto più esteso e pagato della storia della MLB, superando il precedente record segnato nel 2014 da Giancarlo Stanton di 13 anni e 325 milioni con i Marlins.

## Palmarès
- MVP della National League: 2

2015, 2021
- Rookie dell'anno: 1

2012
- MLB All-Star: 6

2012, 2014, 2015, 2016, 2017, 2018
- Silver Slugger Award: 1

2015
- Hank Aaron Award: 1

2015
- Vincitore dell'Home Run Derby: 1

2018
- Leader della National League in fuoricampo: 1

2015
- Giocatore del mese: 2

NL: maggio 2015, aprile 2016
- Esordiente del mese: 2

NL: maggio e settembre 2012
- Giocatore della settimana: 6

NL: 10 maggio, 17 maggio e 20 settembre 2015, 17 aprile 2016, 23 aprile 2017, 9 settembre 2018